# Polens fodboldlandshold
Polens fodboldlandshold (polsk: Reprezentacja Polski w piłce nożnej mężczyzn) er det nationale fodboldhold i Polen, og landsholdet bliver administreret af Polski Związek Piłki Nożnej. Holdet har deltaget syv gange i VM og to gange i EM, hvor det er blevet til 2 bronzemedaljer i VM i henholdsvis 1974 og 1982. Holdet her desuden vundet guld ved OL i 1972, der blev afholdt i München, foruden sølvmedaljer i henholdsvis OL i 1976 i Montreal og 1992 i Barcelona.

## Historie
Landets første VM-deltagelse kom ved VM i 1938 i Frankrig, hvorefter man ikke var med igen før i 1974. Storhedstiden i 1970'erne kastede et OL-guld, et OL-sølv og en VM-bronze af sig, og er resultatmæssigt holdets bedste periode nogensinde. Ved VM i 1982, hvor man også vandt bronze, var holdet anført af Juventus-stjernen Zbigniew Boniek. Fire år senere nåede man 1/8-finalen ved VM i Mexico, men måtte herefter vente helt frem til ved VM i 2002, før man igen var med i VM-sammenhæng. Både her, og ved VM i 2006, blev polakkerne slået ud i indledende runde.
Polens første deltagelse ved EM kom ved EM i 2008 i Schweiz og Østrig. Her blev man sendt ud i indledende runde. Polen var forhåndskvalificeret til EM i 2012, idet landet sammen med Ukraine var vært for turneringen.

## Turneringsoversigt

### Europamesterskaberne
| År   | Værtsland         | Polens placering  |
| ---- | ----------------- | ----------------- |
| 1960 | Frankrig          | Ikke kvalificeret |
| 1964 | Spanien           | Ikke kvalificeret |
| 1968 | Italien           | Ikke kvalificeret |
| 1972 | Belgien           | Ikke kvalificeret |
| 1976 | Jugoslavien       | Ikke kvalificeret |
| 1980 | Italien           | Ikke kvalificeret |
| 1984 | Frankrig          | Ikke kvalificeret |
| 1988 | Vesttyskland      | Ikke kvalificeret |
| 1992 | Sverige           | Ikke kvalificeret |
| 1996 | England           | Ikke kvalificeret |
| 2000 | Belgien & Holland | Ikke kvalificeret |
| 2004 | Portugal          | Ikke kvalificeret |
| 2008 | Østrig & Schweiz  | Indledende runde  |
| 2012 | Polen & Ukraine   | Indledende runde  |
| 2016 | Frankrig          | Kvartfinale       |
| 2020 | Europa            | Indledende runde  |
| 2024 | Tyskland          | Gruppespil        |

### Verdensmesterskaberne
| År   | Værtsland        | Polens placering  |
| ---- | ---------------- | ----------------- |
| 1930 | Uruguay          | Deltog ikke       |
| 1934 | Italien          | Trak sig          |
| 1938 | Frankrig         | Indledende runde  |
| 1950 | Brasilien        | Deltog ikke       |
| 1954 | Schweiz          | Trak sig          |
| 1958 | Sverige          | Ikke kvalificeret |
| 1962 | Chile            | Ikke kvalificeret |
| 1966 | England          | Ikke kvalificeret |
| 1970 | Mexico           | Ikke kvalificeret |
| 1974 | Vesttyskland     | Bronze            |
| 1978 | Argentina        | 2. runde          |
| 1982 | Spanien          | Bronze            |
| 1986 | Mexico           | 1/8-finale        |
| 1990 | Italien          | Ikke kvalificeret |
| 1994 | USA              | Ikke kvalificeret |
| 1998 | Frankrig         | Ikke kvalificeret |
| 2002 | Sydkorea & Japan | Indledende runde  |
| 2006 | Tyskland         | Indledende runde  |
| 2010 | Sydafrika        | Ikke kvalificeret |
| 2014 | Brasilien        | Ikke kvalificeret |
| 2018 | Rusland          | Indledende runde  |
| 2022 | Qatar            | 1/8-finale        |

### Olympiske lege
| År   | Værtsby                | Polens placering       |
| ---- | ---------------------- | ---------------------- |
| 1896 | Athen, Grækenland      | Var ikke på programmet |
| 1900 | St. Louis, USA         | Deltog ikke            |
| 1904 | Paris, Frankrig        | Deltog ikke            |
| 1906 | Athen, Grækenland      | Deltog ikke            |
| 1908 | London, Storbritannien | Deltog ikke            |
| 1912 | Stockholm, Sverige     | Deltog ikke            |
| 1920 | Antwerpen, Belgien     | Deltog ikke            |
| 1924 | Paris, Frankrig        | 1. runde               |
| 1928 | Amsterdam, Holland     | Ikke kvalificeret      |
| 1932 | Los Angeles, USA       | Var ikke på programmet |
| 1936 | Berlin, Tyskland       | 4. plads               |
| 1948 | London, Storbritannien | Ikke kvalificeret      |
| 1952 | Helsinki, Finland      | 1. runde               |
| 1956 | Melbourne, Australien  | Ikke kvalificeret      |
| 1960 | Rom, Italien           | Indledende gruppe      |
| 1964 | Tokyo, Japan           | Ikke kvalificeret      |
| 1968 | Mexico City, Mexico    | Ikke kvalificeret      |
| 1972 | München, Vesttyskland  | Guld                   |
| 1976 | Montreal, Canada       | Sølv                   |
| 1980 | Moskva, Sovjetunionen  | Ikke kvalificeret      |
| 1984 | Los Angeles, USA       | Ikke kvalificeret      |
| 1988 | Seoul, Sydkorea        | Ikke kvalificeret      |
| 1992 | Barcelona, Spanien     | Sølv                   |
| 1996 | Atlanta, USA           | Ikke kvalificeret      |
| 2000 | Sydney, Australien     | Ikke kvalificeret      |
| 2004 | Athen, Grækenland      | Ikke kvalificeret      |
| 2008 | Beijing, Kina          | Ikke kvalificeret      |
| 2012 | 🏴󠁧󠁢󠁥󠁮󠁧󠁿 London, England     | Ikke kvalificeret      |
| 2016 | 🇧🇷 Rio, Brasilien      | Ikke kvalificeret      |
| 2020 | 🇯🇵 Tokyo, Japan        | Ikke kvalificeret      |
|      |                        |                        |

### FIFA Confederations Cup
| År   | Værtsland        | Polens placering  |
| ---- | ---------------- | ----------------- |
| 1992 | Saudi-Arabien    | Ikke kvalificeret |
| 1995 | Saudi-Arabien    | Ikke kvalificeret |
| 1997 | Saudi-Arabien    | Ikke kvalificeret |
| 1999 | Mexico           | Ikke kvalificeret |
| 2001 | Sydkorea & Japan | Ikke kvalificeret |
| 2003 | Frankrig         | Ikke kvalificeret |
| 2005 | Tyskland         | Ikke kvalificeret |
| 2009 | Sydafrika        | Ikke kvalificeret |

## Aktuel trup
Følgende spillere blev indkaldt til VM 2018 kvalifkationskampen mod Rumænien den 10. juni 2017.

Antal kampe og mål er opdateret pr. 10. juni 2017 efter kampen mod Rumænien.